# The Best of Rod Stewart (álbum de 1989)
The Best of Rod Stewart é a quarta compilação do cantor Rod Stewart, lançado em 1989.

## Faixas
1. "Maggie May" - 4:59
2. "You Wear It Well" - 4:21
3. "Baby Jane" - 4:45
4. "Da Ya Think I'm Sexy?" - 4:19
5. "I Was Only Joking" - 4:51
6. "This Old Heart of Mine (Is Weak for You)" - 4:12
7. "Sailing" - 4:23
8. "I Don't Want to Talk About It" - 4:51
9. "You're in My Heart (The Final Acclaim)" - 4:30
10. "Young Turks" - 4:34
11. "What Am I Gonna Do (I'm So in Love with You)" - 3:37
12. "The First Cut Is the Deepest" - 3:52
13. "The Killing of Georgie, Pts. 1 & 2" - 6:30
14. "Tonight's the Night (Gonna Be Alright)" - 3:36
15. "Every Beat of My Heart" - 4:42
16. "Downtown Train" - 4:38